# Garcinia yunnanensis
Garcinia yunnanensis är en tvåhjärtbladig växtart som beskrevs av Hu Hsien-Hsu. Garcinia yunnanensis ingår i släktet Garcinia och familjen Clusiaceae. Inga underarter finns listade i Catalogue of Life.